# Associação dos Estados do Caribe

Localização dos membros, que estão destacados em verde, no mapa-múndi.

A Associação dos Estados do Caribe (português brasileiro) ou das Caraíbas (português europeu) (em castelhano:  Asociación de Estados del Caribe - AEC, em francês:  Association des États de la Caraïbe - AEC e em inglês:  Association of Caribbean States - ACS), também conhecida pelo acrônimo AEC, foi formada com o intuito de promover a cooperação entre todos os países banhados pelo Mar do Caribe (Caraíbas), com 25 Estados-membros e 3 membros associados. A convenção estabelecendo a AEC foi assinada em 24 de julho de 1994 em Cartagena das Índias, Colômbia.
O secretariado da organização encontra-se em Port of Spain, Trinidad e Tobago.
É destinada à consulta, cooperação e ações combinadas; com foco no comércio, transportes, turismo e inter-cooperação em caso de desastres naturais. O Brasil associou-se como membro observador.

## Membros

### Estados-membros
- Antígua e Barbuda
- Bahamas
- Barbados
- Belize
- Colômbia
- Costa Rica
- Cuba
- Dominica
- República Dominicana
- El Salvador
- Granada
- Guatemala
- Guiana
- Haiti
- Honduras
- Jamaica
- México
- Nicarágua
- Panamá
- São Cristóvão e Neves
- Santa Lúcia
- São Vicente e Granadinas
- Suriname
- Trinidad e Tobago
- Venezuela

### Membros associados
- Aruba
- França (Guiana Francesa, Guadalupe e Martinica)
- Países Baixos (Antilhas Neerlandesas)
- Reino Unido (Ilhas Turks e Caicos)